# Pseudomma maasakii
Pseudomma maasakii is een aasgarnalensoort uit de familie van de Mysidae. De wetenschappelijke naam van de soort is voor het eerst geldig gepubliceerd in 2007 door Meland & Brattegard.